# Доценко Андрій Миколайович
Доценко Андрій (7 грудня 1994, сел. смт. Жовтневе Білопільського району Сумської області) — український біатлоніст, чемпіон світу серед юніорів 2016 року. 

## Чемпіонство
Андрій Доценко в складі юніорської збірної України з біатлону у складі Юлії Бригинець, Юлії Журавок та Артема Тищенко стала переможцем змішаної естафетної гонки 2х6 + 2х7,5 кілометрів на чемпіонаті Європи в Нове-Место (Чехія). Друге місце зайняли російські біатлоністи, бронза дісталася естонцям.

## Родина
Андрій Доценко є племінником всесвітньовідомого Андрія Дериземлі, закінчив Жовтневу школу в Білопільському районі. 
Навчається в Чернігівському педагогічному університеті.